# Cis fasciculosus
Cis fasciculosus es una especie de coleóptero de la familia Ciidae.

## Distribución geográfica
Habita en la India.